# Solid Beat II
『Solid Beat II』（ソリッド・ビート・ツー）は、Janne Da Arcのベーシストであるka-yuが本名の松本和之としてリリースした2ndミニアルバム。2007年12月26日リリース。

## 内容
- 音楽形態は前作同様、スリーピースロックバンド、ka-yu本人はボーカル&ベースを担当。
- 完全限定生産盤には収録曲である『I don't care』のPVとレコーディングから打ち合わせまでのオフショットを収録したDVDが付属。
- 通常盤の初回生産盤には特典としてロゴステッカーが封入。
- 歌詞は全てが英詞である。
- レコーディング、PVには、ギターに原田喧太、ドラムスにRyuが参加。

## 概要
- ka-yu（松本和之）が自分で聞きたい音楽を詰め合わせた。
- 本人は特にCarry onを気に入っている。

## 収録曲

### CD
1. I don't care
2. Lost
3. Night Vision
4. Last Scene
5. Death Race
6. Carry on
7. Crawling in the rain

### DVD
1. I don't care【music clip】
2. OFF SHOT